# Бордолано
Бордолано (итал. Bordolano) — коммуна в Италии, располагается в регионе Ломбардия, в провинции Кремона.
Население составляет 589 человек (2008 г.), плотность населения составляет 71 чел./км². Занимает площадь 8 км². Почтовый индекс — 26020. Телефонный код — 0372.
В коммуне имеется приходской храм Chiesa di San Giacomo Apostolo (Bordolano), освящённый в честь святого апостола Иакова Старшего.

## Демография
Динамика населения:

## Администрация коммуны
- Официальный сайт: http://www.comunebordolano.it/